# Wohn- und Geschäftshaus Brautstraße 13
Das Wohn- und Geschäftshaus Brautstraße 13 in Bruchhausen-Vilsen stammt aus dem 18. Jahrhundert. Es wird heute im Erdgeschoss als Wellnesscenter und im Keller durch ein Restaurant genutzt. 
Das Gebäude steht unter Denkmalschutz (siehe auch Liste der Baudenkmale in Bruchhausen-Vilsen).

## Geschichte
Das zweigeschossige Gebäude in Fachwerk mit Putzausfachungen, Walmdach und der dreieckigen Gaube zur Straße wurde in der Mitte des 18. Jahrhunderts gebaut. Es zählt zu den ältesten erhaltenen Häusern von Vilsen, das den Großbrand von 1791 überstand.
In dem Haus wurde am 15. Dezember 1760 David Heinrich Hoppe (1760–1846) geboren. Der Botaniker, Apotheker, Arzt und Schriftsteller gründete 1790 mit drei Freunden die Regensburger Botanische Gesellschaft.

Nach dem Auszug des Modehauses Hättig (früher Gebr. Wohlers) und einem Leerstand sanierten und bauten 1989/92 eine örtliche Investorengruppe das entkernte Haus. Im Erdgeschoss wurde das Fachwerk wieder hergestellt. In dem Haus befinden sich nun 110 m² Ladenfläche, ein Restaurant in den Kellergewölberäumen sowie im Obergeschoss Büro- und Wohnflächen.